# Almstedt
Almstedt és un municipi del municipi conjunt de Sibesse al districte de Hildesheim a Baixa Saxònia a Alemanya. El 31 de desembre de 2012 tenia 895 habitants. És regat per l'Alme, un afluent del Riehe. Es troba entre el Weserbergland i el bosc de Hildesheim.
El primer esment escrit data del 1151 i el seu nom significa «poble a la riba de l'Alme», i el nom del riu prové del seu costat d'om (Ulmus en llatí), un arbre que estima les ribes molls. El 1901 va obrir-se l'estació a la línia ferroviària Elze-Bodenburg, tancat el 1974 que encara serveix per a un tren-museu. Servia per al transport de persones i de mercaderies, principalment per a la fàbrica de calç. El 1974 va annexionar el municipi veí de Segeste.

## Persones
- Karl Jordan (1861-1959), entomòleg

## Llocs d'interès
- El tren històric a l'antiga línia Elze-Bodenburg
- La capella protestant de Segeste
- Cases d'entramat de fusta als carrers majors d'Almstedt i de Segeste

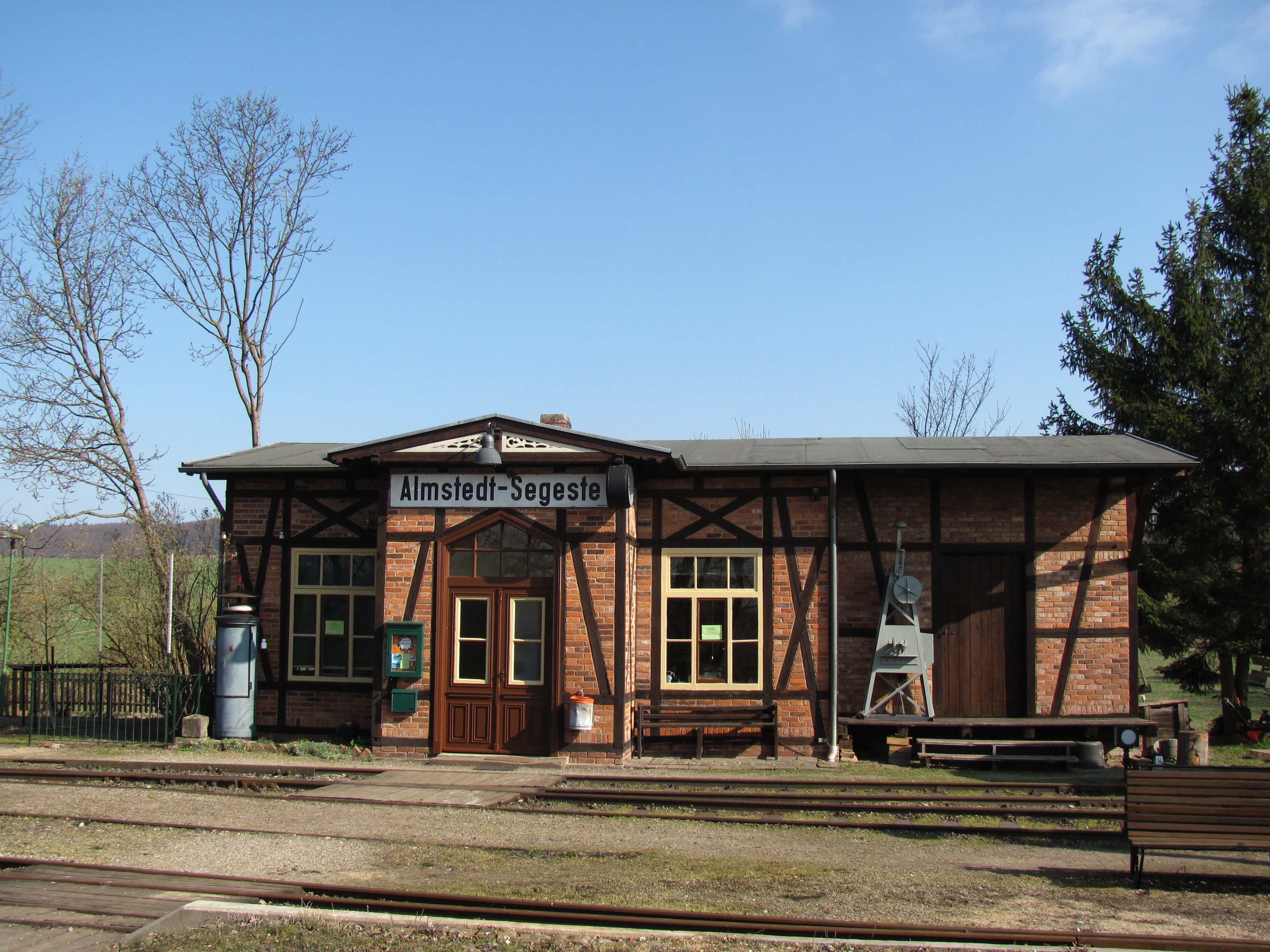
L'antiga estació Almstedt-Segeste
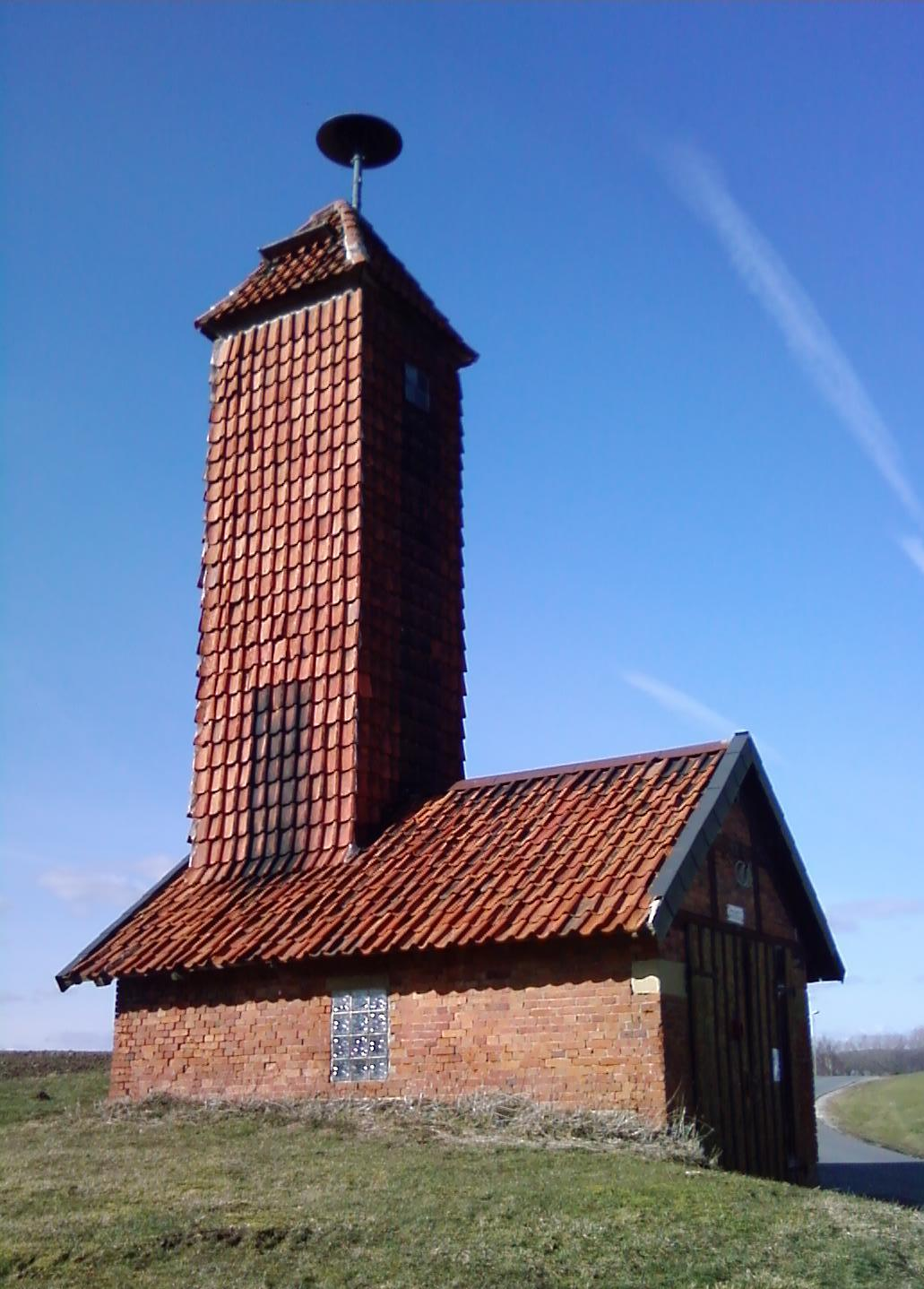
Casa dels bombers
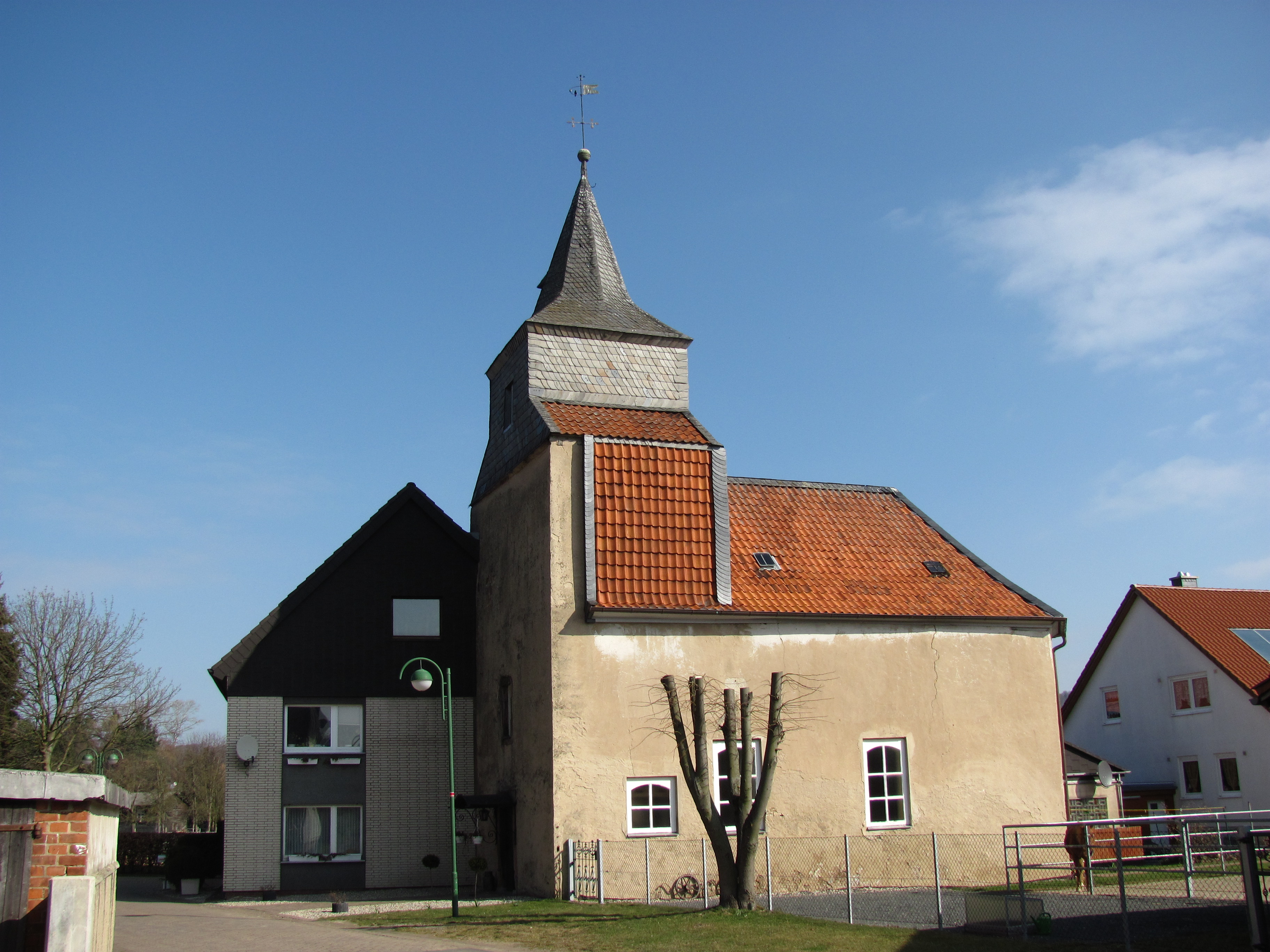
Capella protestant